# 拉貝爾 (新墨西哥州)
拉貝爾（英語：La Belle）是位於美國新墨西哥州陶斯縣的鬼鎮。

## 歷史
拉貝爾的郵局於1895年設立，其後於1901年停運。

## 地理
拉貝爾所處的海拔為高於海平面2919米（即9577英呎），而該地所採用的時區為UTC-7，即北美山地时区（MST）。同時該地設有夏令時間，為UTC-7調快一小時，即UTC-6（MDT）。